# うながっぱ
うながっぱは、岐阜県多治見市のマスコットキャラクターである。

## 概要
2007年8月16日に同市が日本国内での最高気温（当時・40.9℃）を記録したことなどから、「日本一暑い町」として観光誘致活動を行うために製作された。
同市の名物である"ウナギ"と同市に伝説が残る"河童"を合わせ、漫画家のやなせたかしによってデザインされた。単に観光PR用関連商品の販売に留まらず、市内を走る無料観光バスの愛称（「うながっぱバス」）として用いられたり、名前を冠したイベント（「うながっぱ祭」）が行われたり、「うながっぱパッパソング」という歌が作られたりなど、幅広い展開を見せている。
多治見駅前には、温度計の付いた"うながっぱ"の立て看板が設置されている（しかし、この時計は太陽の陽が一日中当たり続けるアスファルトの上に置いてあるため、50℃を超えることもざらにある）。2010年には市内の気温が38℃（気象庁観測温度に準ずる）を超えると、この温度計付き看板の前にうながっぱの着ぐるみが登場して紙製のうちわを配布していた。
近年、うちわの配布は、7月24日から8月24日の期間の4と9の付く日に行われている。このほか、市内を始め各地で行なわれる各種イベントにおいても配布されることがある。
同キャラクターは、同市の特別住民登録されている。

## 沿革
- 2007年（平成19年）
  - 8月16日 - 多治見市内で国内最高気温を記録したことから、この日を記念する意味をこめて急遽この日に発表されたという経緯がある。
  - 秋頃 - 多治見市のキャラクターとして既にデザインされていたものが、市民へお披露目される予定だった。
- 2009年（平成21年）
  - 5月5日 - 楽曲「うながっぱパッパソング」（作詞：やなせたかし、作曲：ミッシェル・カマ（やなせの作曲家としてのペンネーム）、歌：海月）が発表された[5]。
  - 7月25日 - 多治見市文化会館で、うながっぱ祭り2009「ゆるきゃら大集合」が開催された[6]。
- 2010年（平成22年）
  - 7月30日 - うながっぱの50円と80円の2種類の切手（げんきなまち多治見のうながっぱ）が、日本郵政グループから発売された[7]。
  - 10月2日-3日 - 名古屋城ゆるキャラ祭りに参加[8]。
  - 11月3日 - 多治見市観光協会が、うながっぱの年賀はがきを発売。
- 2011年（平成23年）
  - 1月29日-3月27日 - 多治見市観光協会が、セカイカメラを使用したスタンプラリーイベント「うながっぱを探せ！キャンペーン」を開催[9]。
  - 7月27日 - うながっぱのiPhone用ゲームがリリースされた。
- 2013年（平成25年）
  - 2月24日 - 多治見市文化会館で、全国各地のやなせたかしデザインのご当地キャラを集めたイベント「やなせたかし先生作キャラクター大集合!!」を開催[10][11]。
  - 10月13日 - デザインを担当したやなせが94歳で没した。
- 2017年（平成29年）
  - 5月18日 - 「うながっぱラッピングカー」お披露目。誕生10周年と多治見市観光協会法人化を記念したもので、観光協会の社用車として使われていたトヨタ自動車のヴォクシーをピンク色にラッピングした。ピンクにカラーリングされたのは、ピンクのうながっぱが幸せを運ぶことから来ている。なお、うながっぱラッピングカーの愛称は、公募の結果「うながっぱピンク号」になった[12]。

## 設定
- 性別 - 男
- 出生地 - 虎渓山（同市にある山。永保寺がある。）の麓
- 年齢 - 不詳
- 身長 - 125cm
- 体重 - 26.5kg
- カラー - オレンジ。ただし、公式サイトやグッズのイラストではピンク・緑・青・黄と様々な色のうながっぱが存在する。
- 趣味 - 食べ歩きと永保寺での座禅。
- 好きなこと - 水遊び
- 好きな食べ物 - 多治見あられ（同市の観光土産）
- 好きな音楽 - クラシック音楽

## 関連グッズ
- 団扇
- ぬいぐるみ
- 切手、年賀状
- クリアファイル
- 箸
- 千歳飴
- Tシャツ
- 風鈴
- ストラップ
- エコバッグ
- 巾着
- トートバッグ
- 手ぬぐい
- 鍋敷き